# Marányi Ignác
Marányi/Murányi Ignác (eredeti neve: Kultherer Ignác) (Temesvár, 1818. április 4. – Marienbad, 1869. június 22.) főispán.

## Életpályája
Jogi tanulmányai után Temes vármegye tisztviselője, 1848–1849 között alispánja volt. 1848-ban változtatta nevét Kultherer-ről Murányi-ra. A világosi fegyverletétel (1849) után a temesvári várba zárták. Halálos ítéletét Haynau 16 évi várfogságra enyhítette, amelyből öt évet kitöltött (1855). 1860-ban ismét elfogták, letartóztatták és a csehországi Theresienstadt-ba hurcolták. 1861-ben szabadult és ismét Temes vármegye alispánja, 1865–1869 között pedig főispánja lett.
Támogatta a szabadságharcot. Jelentős összeget adott a Magyar Tudományos Akadémiának, a Magyar Nemzeti Múzeumnak, a Nemzeti Színháznak és a bukovinai székelyek hazatelepítésére.